# Tordelrábano
Tordelrábano es un municipio y localidad española de la provincia de Guadalajara, en la comunidad autónoma de Castilla-La Mancha. El término municipal, ubicado en la comarca de la Serranía, cuenta con una población de 11 habitantes (INE 2024).

## Geografía
Tiene una superficie de 11,62 km² con una población de 21 habitantes y una densidad de 1,2 hab/km².
Forma parte del Tramo 10 de la célebre Ruta de Don Quijote que atraviesa estas tierras como obligado lugar de paso de Don Quijote en su literario viaje a Barcelona. En Tordelrábano confluyen los caminos procedentes desde Atienza y Rienda. En Tordelrábano existe un punto de descanso oficial de la ruta.

## Historia
Hacia mediados del siglo XIX, el lugar tenía una población de 160 habitantes y un total de 45 casas. La localidad aparece descrita en el decimoquinto volumen del Diccionario geográfico-estadístico-histórico de España y sus posesiones de Ultramar de Pascual Madoz de la siguiente manera:

TOR DEL RÁBANO: l. con ayunt. en la prov. de Guadaajara (12 leg.), part. jud. de Atienza (1), aud. terr. de Madrid (22), c. g. de Castilla la Nueva, dióc. de Sigüenza (4): sit. en llano, con buena ventilacion y clima frio; las enfermedades mas comunes son pulmonías y tercianas. Tiene 45 casas; la consistorial; una fuente de buenas aunque gruesas aguas; escuela de instruccion primaria frecuentada por 20 alumnos de ambos sexos, dotada con 34 fan. de trigo; una igl, parr. (San Pedro Apóstol) servida por un cura y un sacristan; una ermita (La Soledad). térm.: confina con los de Barcones, La Riba de Santiuste, Cercadillo y Atienza; dentro de él se encuentra el desp. de Morenglos. El terreno en lo general es de buena calidad; comprende un monte poblado de marojo. caminos: los locales y la carretera de Navarra á Madrid. El correo se recibe y despacha en la cab. del part. prod.: trigo puro, comun, centeno, cebada, avena, leñas de combustible y buenos pastos, con los que se mantiene ganado lanar, vacuno y mular; hay caza de perdices, conejos y liebres. pobl.: 36 vec., 160 almas. cap. prod.: 837,500 rs. imp.: 50,250. contr.: 3,810.
(Madoz, 1849, p. 21)

Tiene una iglesia y una ermita, ambas del siglo XVI. La localidad se cita en el Episodio Nacional Prim, de Benito Pérez Galdós.

## Demografía
Tordelrábano cuenta con una población de 11 habitantes (INE 2024).
| Gráfica de evolución demográfica de Tordelrábano entre 1842 y 2021                                                  |
| |
| Población de derecho según los censos de población del INE Población de hecho según los censos de población del INE |

| 17            | 18 | 11 | 11 | 10 | 14 | 21 |
| (Fuente: INE) |    |    |    |    |    |    |